# Mähdrescherwerk Bischofswerda/Singwitz

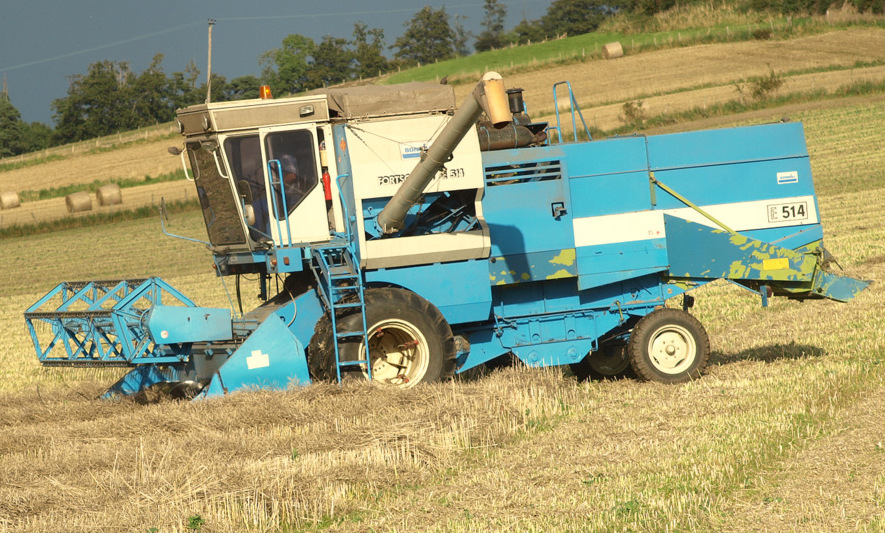
Kombajn zbożowy Fortschritt E 514

VEB Fortschritt Mähdrescherwerk Bischofswerda/Singwitz – jeden z największych producentów maszyn rolniczych w NRD. Przedsiębiorstwo powstało z połączenia w 1984 roku dwóch fabryk kombinatu Fortschritt – „Erntemaschinen Bischofswerda” i „Erntemaschinen Singwitz” (Maszyny Żniwne Bischofswerda i Maszyny Żniwne Singwitz).

## Historia
W 1988 r. na targach w Lipsku został zaprezentowany kombajn Fortschritt E524 wyróżniający się nowym designem, napędzany silnikiem 6 VD 13,5/12SRF o mocy 112 kW (140 PS) firmy IFA z Nordhausen.
W 1990 r. nastąpiła zmiana nazwy przedsiębiorstwa na MDW Mähdrescher GmbH, która produkowała kombajny zbożowe pod marką Erntemeister. W 1997 roku produkcję kombajnów zbożowych przejął Case IH i przeniósł ich produkcję do Case Harvesting Systems w Neustadt in Sachsen.

## Produkty
- Pod marką Fortschritt produkowano kombajny zbożowe typu: E514, E516, E517, E 524
- Pod marką Erntemeister produkowano kombajny zbożowe typu: 514, 514S, 524, 525, 525H, 527, 527STS, 521, Arcus